# Сателитна телевизия
Спътникова телевизия е телевизия, която се разпространява чрез спътник. При домашна употреба, приемането на сигнала става с помощта на външна сателитна антена (сателитна чиния) и специален приемник (set-top box), ако телевизорът няма вграден приемащ сателитен модул (тунер). В много райони по света – слабо населени или недостъпни – сателитната телевизия е единствена възможност за гледане на телевизионни програми поради липсата на покритие с други видове телекомуникационни сигнали.
Телевизионният сигнал може да бъде аналогов и цифров. Цифровият сигнал постепенно измества аналоговия и дава възможност за много по-добро качество чрез стандарта HDTV.